# Oncocalamus djodu
Oncocalamus djodu là loài thực vật có hoa thuộc họ Arecaceae. Loài này được De Wild. mô tả khoa học đầu tiên năm 1916.